# Batočina

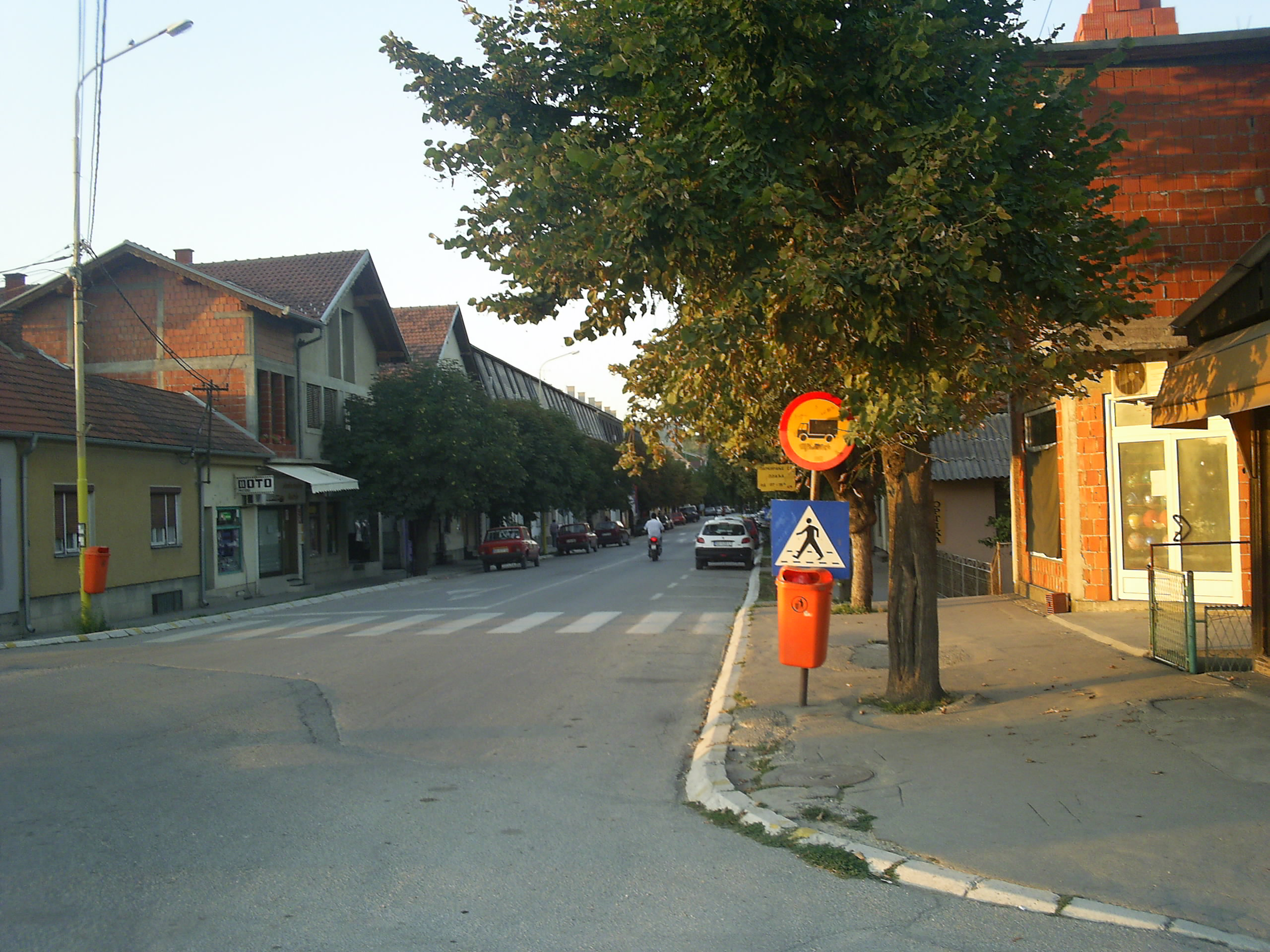
Gata i Batočina

Batočina (serbisk kyrilliska: Баточина, uttal [bâtɔtʃina]) är en stad belägen i mellersta Serbien söder om huvudstaden Belgrad och norr om Niš i distriktet Šumadija.  
Batočina har en cirka 5 800 invånare. 
Närmaste större ort är Kragujevac. Batočina ligger alldeles vid motorvägen på E75 mellan Belgrad och Niš. Det går även en motortrafikled till Kragujevac.